# Ащыколь (озеро, Узынкольский район)
Ащыколь (каз. Ащыкөл) — озеро в Узункольском районе Костанайской области Казахстана. Находится в 9 км к юго-востоку от Речное (быв. свх им. Чапаева).
По данным топографической съёмки 1944 года, площадь поверхности озера составляет 1,15 км². Наибольшая длина озера — 1,5 км, наибольшая ширина — 1,2 км. Длина береговой линии составляет 4 км, развитие береговой линии — 1,05. Озеро расположено на высоте 159 м над уровнем моря.